# Apamea del Éufrates
Apamea o Apameia era una ciudad helenística a la izquierda (es decir, la orilla oriental) del Éufrates, frente a la célebre ciudad de Zeugma, al final de un puente de barcos que las conectaba, fundada por Seleuco I Nicátor (Plinio, v. 21). La ciudad fue reconstruida por Seleuco I. El sitio, una vez parcialmente cubierto por el pueblo de Tilmusa (antes Rumkale), provincia de Şanlıurfa, Turquía, ahora está inundada por el lago formado por la presa de Birecik.
El término antiguo Zeugma en realidad se refería a las ciudades gemelas en las orillas opuestas del río. Hoy en día, se suele entender que el nombre Zeugma se refiere al asentamiento en la orilla occidental, llamado Seleucia ( en griego: Σελεύκεια) en honor a su fundador, mientras que el de la orilla este se llamaba Apamea en honor a su esposa persa, Apama I.